# Geminidy
Geminidy (004 GEM) – rój meteorów, o radiancie w okolicy Kastora, jednej z najjaśniejszych gwiazd w gwiazdozbiorze Bliźniąt, powstały w wyniku rozpadu planetoidy (3200) Phaethon. Obiekt ten o średnicy 5 km zbliża się do Słońca co 1,43 lat na odległość zaledwie 0,14 au. 
Maksimum roju przypada na 13-14 grudnia (widoczny od 4 grudnia do 17 grudnia) i można zaobserwować w nim około 120-130 zjawisk na godzinę. Podczas jednego z najlepiej pokrytego obserwacjami maksimum z 2004 roku odnotowano dwa piki aktywności z ZHR=126+/-4 i ZHR=134+/-4 odległe od siebie o ponad półtorej godziny.
Przed wiekiem XIX nie znamy żadnej wzmianki o Geminidach, co jak na tak aktywny rój jest faktem dość zaskakującym. Pierwszym obserwatorem, który zwrócił uwagę na Geminidy, był belgijski astronom A. Quetelet. W nocy z 12 na 13 grudnia 1830 roku odnotował on aż 40 bolidów wylatujących z radiantu tego roju. Mniej więcej
od 1862 roku rój ten był obserwowany już regularnie przez znanego angielskiego badacza meteorów Williama Denninga.
Ciało macierzyste Geminidów czyli planetoida (3200) Phaeton zostało odkryte w 1983 roku przez satelitę IRAS. W świetle dzisiejszej wiedzy wydaje się, że Phaeton to odewoluowane jądro starej komety. Ewolucja tego ciała przebiegała dużo szybciej niż innych komet, ze względu na krótki okres obiegu i małą odległość od Słońca. W peryhelium na Phaetona i meteoroidy z roju Geminidów działa temperatura 1100 K, co dość skutecznie unicestwia wszelkie lotne substancje. Powoduje to sublimację materii planetoidy, termiczną erozję i kruszenie skał. Materia tworzy za nią swojego rodzaju warkocz na wzór komety. Ma to też ogromny wpływ na własności Geminidów. Tak duże temperatury są w stanie przeżyć tylko cząstki masywne i gęste. Faktycznie gęstość Geminidów jest dwukrotnie większa od typowej gęstości meteoroidów. W naszej atmosferze Geminidy docierają więc wyraźnie głębiej niż inne meteoroidy.
W roku 1993 astronomowie z Queens Mary and Westfield College w Londynie I. Williams i Z. Wu opublikowali model Geminidów. Wynikało z niego, że cząstki wyrzucone z Phaetona jakieś 1000 lat temu były w stanie wyewoluować do roju jaki obserwujemy w dzisiejszych czasach. Na skutek silnych perturbacji planetarnych i niewielkiej półosi orbity, ewolucja ta przebiegała jednak dużo szybciej niż w przypadku innych rojów meteorów. Jeszcze około 500 lat temu, orbita Geminidów przecinała się z orbitą Wenus. Dopiero około 200 lat temu zaczęła się ona przecinać z orbitą Ziemi. Tłumaczy to doskonale fakt braku obserwacji Geminidów przed XIX wiekiem.
Geminidy są rojem dobrym do obserwacji w polskich szerokościach geograficznych. Wieczorem radiant tego roju znajduje się tuż nad horyzontem. Około godziny 18 UT jest już jednak na wysokości 20 stopni i od tego w zasadzie momentu możemy zacząć jego wartościowe obserwacje. Radiant roju góruje około 1 UT na wysokości ponad 70 stopni, co stwarza wręcz doskonałe warunki do obserwacji. Maksimum roju jest na tyle szerokie, że ZHRy powyżej 50 możemy obserwować przez dwie doby, co przy korzystnym
układzie faz Księżyca, zawsze gwarantuje obserwowane liczby godzinne rzędu kilkudziesięciu. Rój ten możemy obserwować do świtu, wtedy bowiem jego radiant wznosi się około 30 stopni nad horyzontem.